# Lídia Lopokova
Lídia Vasilyevna Lopokova, Baronesa Keynes (São Petersburgo, 21 de outubro de 1892 — 8 de junho de 1981) em russo:  Лидия Васильевна Лопухова) foi uma bailarina russa, famosa durante o início do século XX. É também conhecida como Lady Keynes, por ter sido a esposa do economista John Maynard Keynes.  

## Biografia
Seu pai era porteiro de teatro, e seus quatro filhos se tornaram bailarinos. Um deles, Fiódor Lopukov, tornou-se o primeiro-coreógrafo do Teatro Mariinsky entre 1922-55 e 1951-56.
Lídia estudou na Imperial Escola de Balé. Deixou a Rússia a primeira vez em 1910, integrando a companhia de balé de Diaghilev  (o Ballets Russes). Permaneceu na companhia por breve temporada, entretanto, indo para os Estados Unidos após a turnê de verão, ali permanecendo por seis anos.
Em 1916 voltou para o Diaghilev, dançando nos Ballets Russes, formando par com Vaslav Nijinski, em Nova Iorque e  depois em Londres. Despertou a atenção dos londrinos com a apresentação de As Senhoras Bem-Humoradas, em 1918, seguida por um fraco desempenho junto a Leonid Massine no Can-Can La Boutique Fantasque (foto).

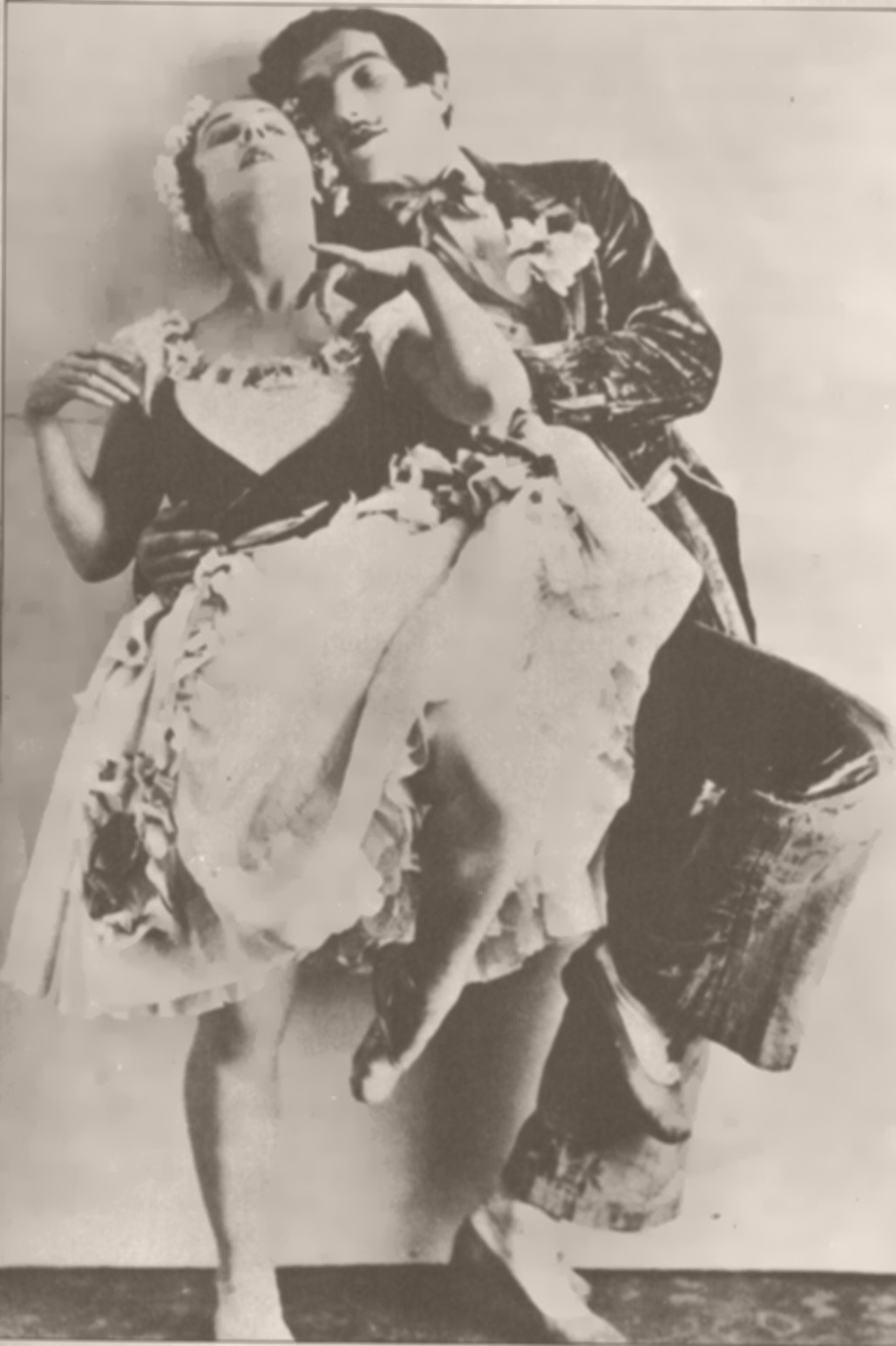
Lídia Lopokova com Leonid Massine, em 1919.

Quando seu casamento com o empresário da companhia, Randolfo Barrochi, fracassou em 1919, interrompeu a carreira abruptamente. Mas, em 1921, voltou a unir-se a Diaghilev, dançando a Fada Lilás e a Princesa Aurora em A Bela Adormecida. Durante esse período ficou amiga de Stravinsky e de Picasso, que a retratou algumas vezes.
Em Londres conheceu seu futuro marido, John Maynard Keynes - com quem se casou em 1925, quando obteve o divórcio de sua união com Barrochi. Keynes era integrante do chamado Grupo de Bloomsbury, que tinha alguns artistas como Virginia Woolf e Lytton Strachey, mas Lupokova nunca foi aceita entre eles, embora tenha sido amiga de T. S. Eliot.
Lopokova foi representada em 1933 como Terpsícore, a musa da dança, no mosaico The Awakening of the Muses (O Despertar das Musas), de Boris Anrep, na Galeria Nacional de Londres.
Envolvendo-se desde a juventude com o balé inglês, apareceu nos palcos de Londres e em Cambridge em 1928, e integrou o elenco da BBC.
Morou com Keynes em Londres, Cambridge e em Sussex, até a morte dele em 1946. Embora vivendo na Inglaterra, encerrou sua vida pública, então. Faleceu aos oitenta e oito anos de idade.
A biografia que leva seu nome foi escrita por um sobrinho de seu esposo, Milo Keynes.

## Citação
Sobre seu casamento, registrou John Kenneth Galbraith, em A Era da Incerteza, os versos colhidos "de algum lugar":

Será que tanta beleza e inteligência jamais se juntaram
Como quando a linda Lopokova e John Maynard Keynes se casaram?— autoria desconhecida